# Opalona

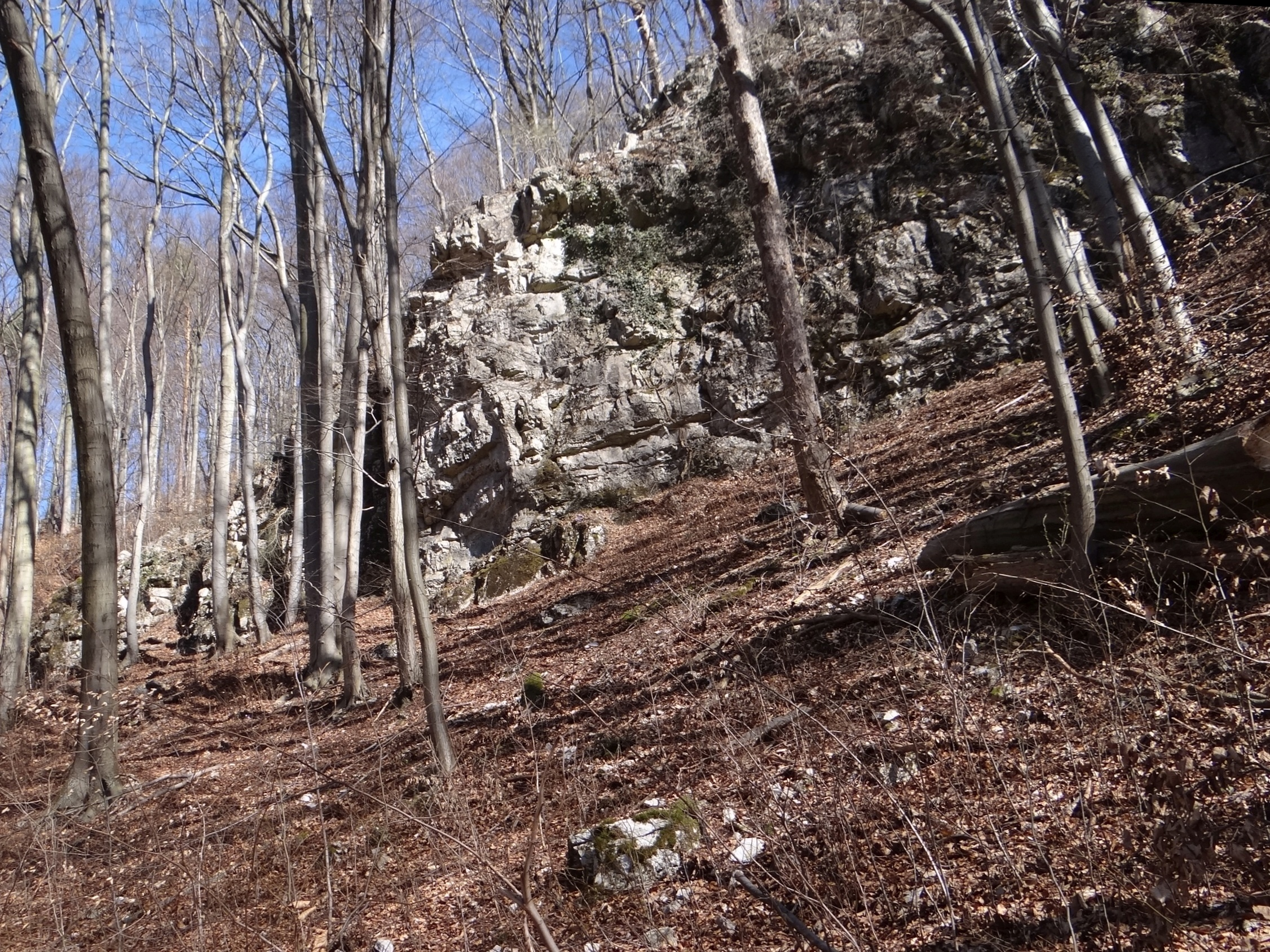

Opalona – wapienna skała w miejscowości Dubie w województwie małopolskim, w powiecie krakowskim, w gminie Krzeszowice. Pod względem geograficznym jest to obszar Wyżyny Olkuskiej będącej częścią Wyżyny Krakowsko-Częstochowskiej.
Opalona wznosi się w orograficznie lewych zboczach Doliny Racławki i stanowi południowo-zachodnie zakończenie grzędy oddzielającej dwa bezimienne wąwozy w tych zboczach. 300 m dalej w górę potoku Racławka znajduje się druga skała – Skałka z Nyżą. Wznosi się ona bezpośrednio przy ścieżce, Opalona natomiast w odległości około 20 m od ścieżki. W skałach powyżej Opalonej znajduje się Jaskinia Beczkowa.
Opalona znajduje się w obrębie rezerwatu przyrody Dolina Racławki.

## Szlaki turystyczne
niebieska, ogólnoprzyrodnicza ścieżka dydaktyczna. Od parkingu w Dubiu dnem Doliny Racławki, obok Opalonej, Skałki z Nyżą, Źródła Bażana, przez wąwóz Stradlina i Komarówkę do dna doliny. 13 przystanków edukacyjnych.